# アンリ＝レオポルド・レヴィ
アンリ＝レオポルド・レヴィ（Henri-Léopold Lévy、1840年9月23日 - 1904年12月29日）はユダヤ系のフランスの画家である。宗教や神話を題材にした絵画を描いた。

## 略歴
フランス北部のナンシーで、刺繡職人の息子に生まれた。パリのエコール・デ・ボザールで、フランソワ＝エドゥアール・ピコやアレクサンドル・カバネル、ウジェーヌ・フロマンタンのスタジオで学んだ。1865年にサロン・ド・パリに初出展し、1等のメダルを受賞した。1869年の作品でも賞を得た。1872年にレジオンドヌール勲章（シュヴァリエ）を受勲した。
壁画の依頼も受け、1851年にパリのサン＝メリ教会(Église Saint-Merri) にパリのディオニュシウスの生涯の場面を描いたのをはじめ、パリのパンテオンやディジョンの施設の壁画を描いた。
レジオンドヌール勲章の受賞者であっても、ドレフュス事件後の反ユダヤ人の風潮は、レヴィに対する絵画の依頼を減少させたが、サロンへの出展は1903年まで続けた。この頃フロマンタンと中東へ旅し、オリエンタリズムの作品を描いた。
美術教師としも働き、レヴィが教えた画家には、ジョルジュ・A・L・ボワスリエ(Georges A. L. Boisselier)、アンリ・ダバディ(Henri Dabadie)、リュイサ・ヴィダル(Lluïsa Vidal)、ウジェーヌ・トリゴール(Eugène Trigoulet)らがいる。

## 作品

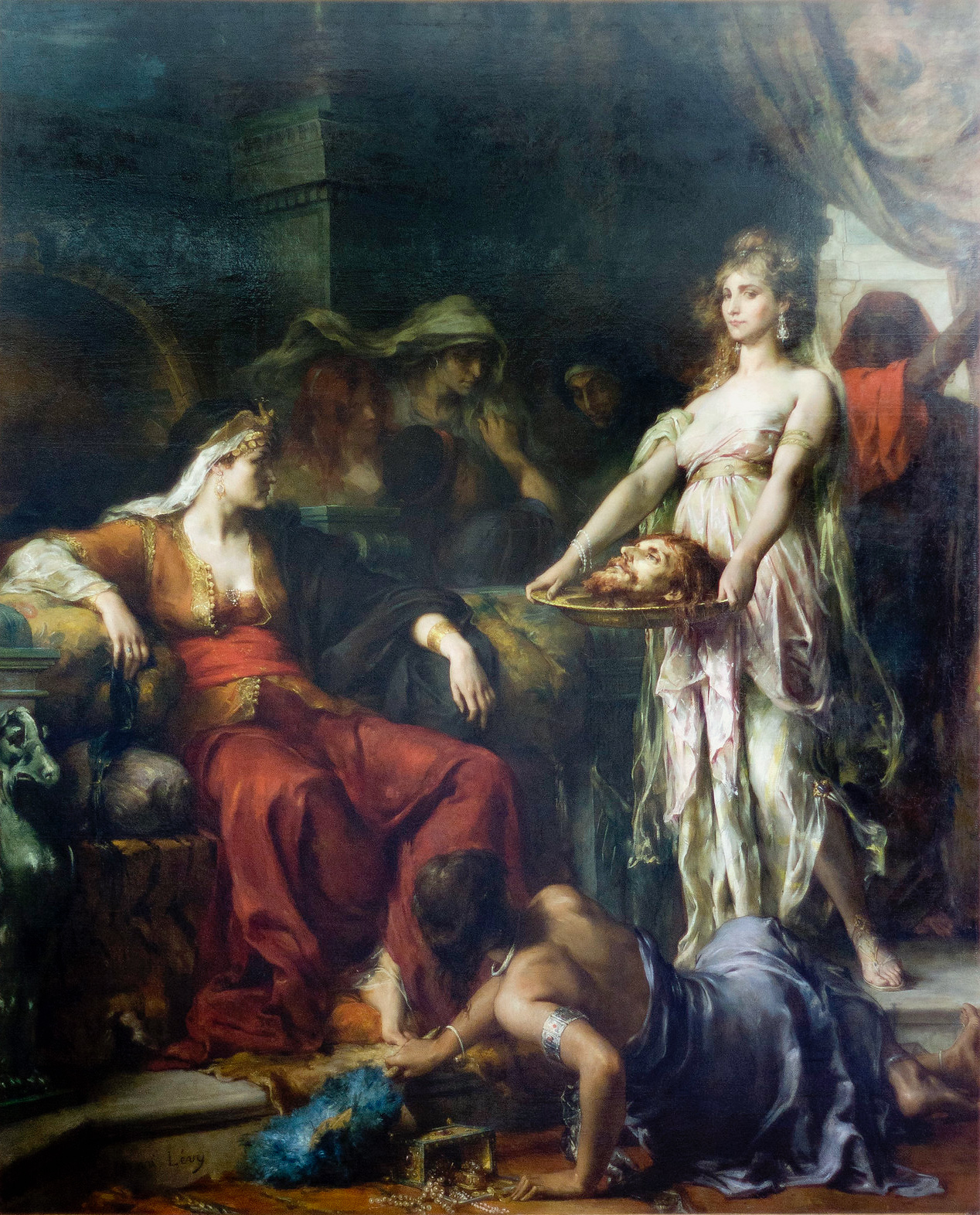
ヨハネの首を持つサロメ (1872)
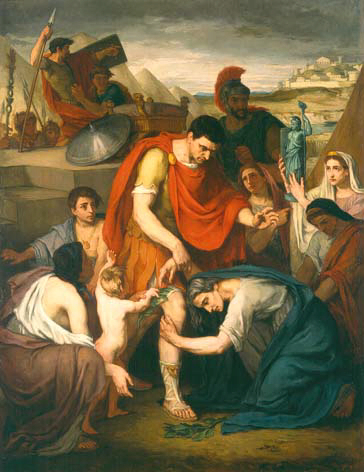
コリオラヌスとウェトリア
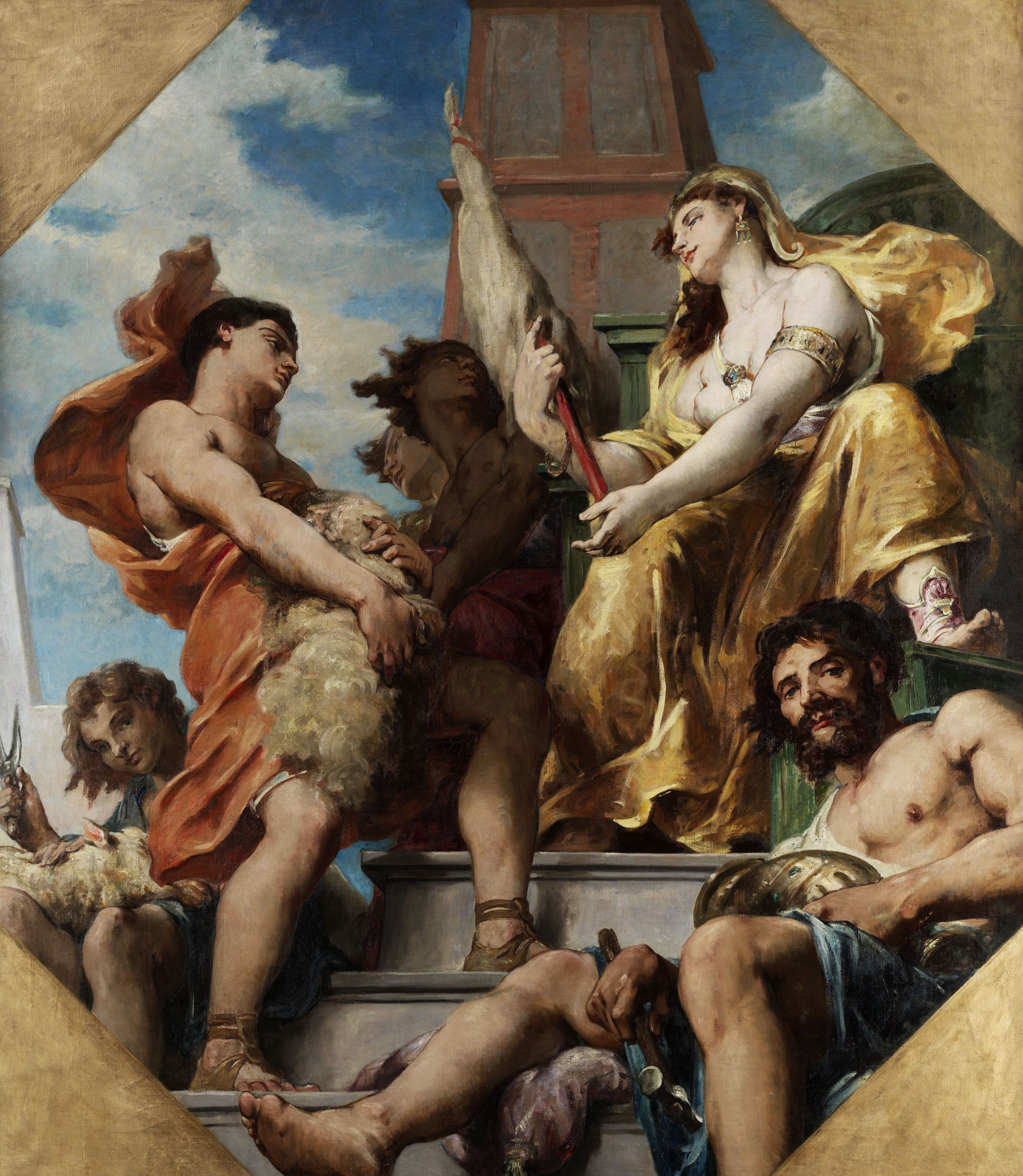
Allegorie der Produktion
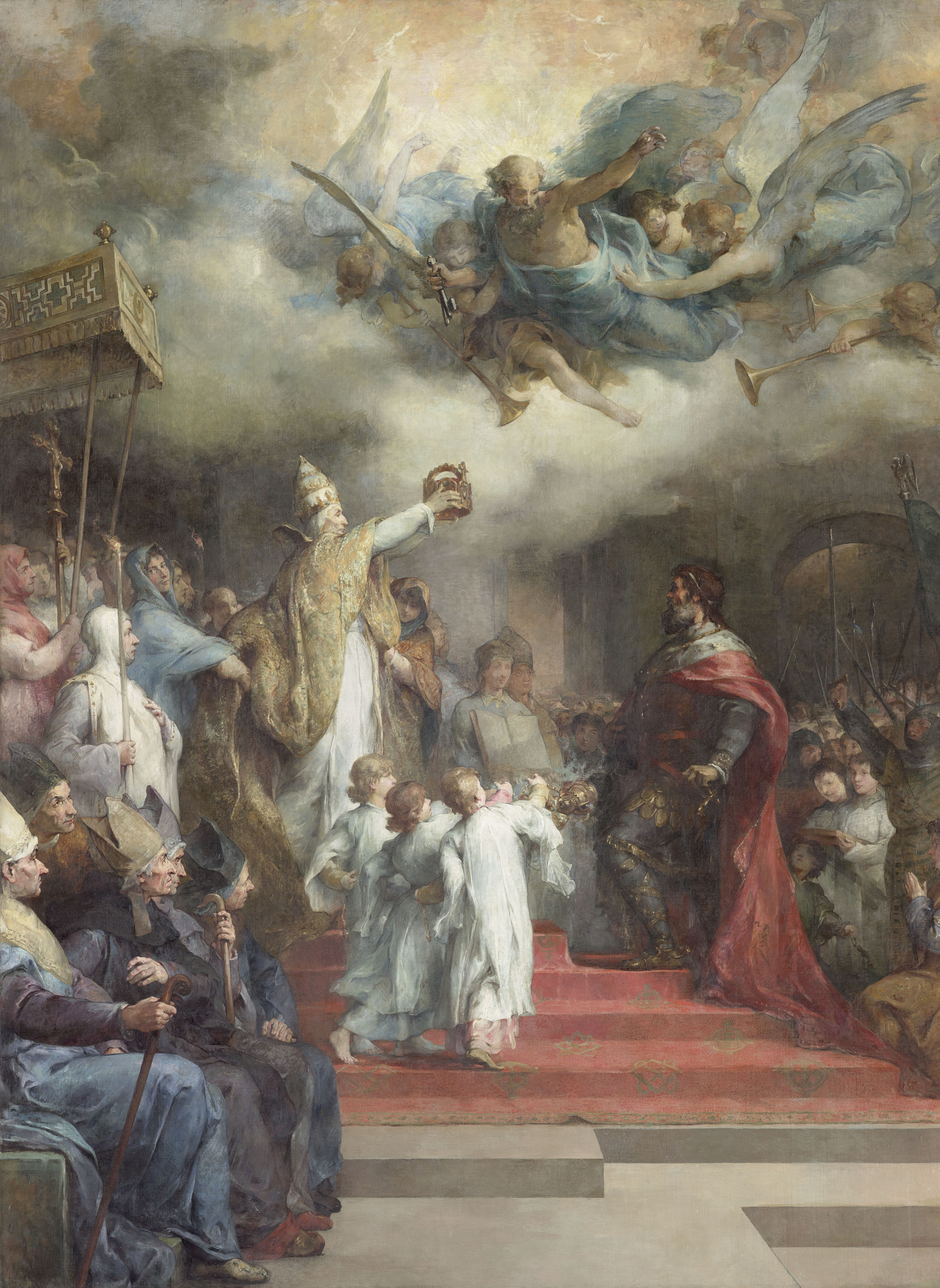

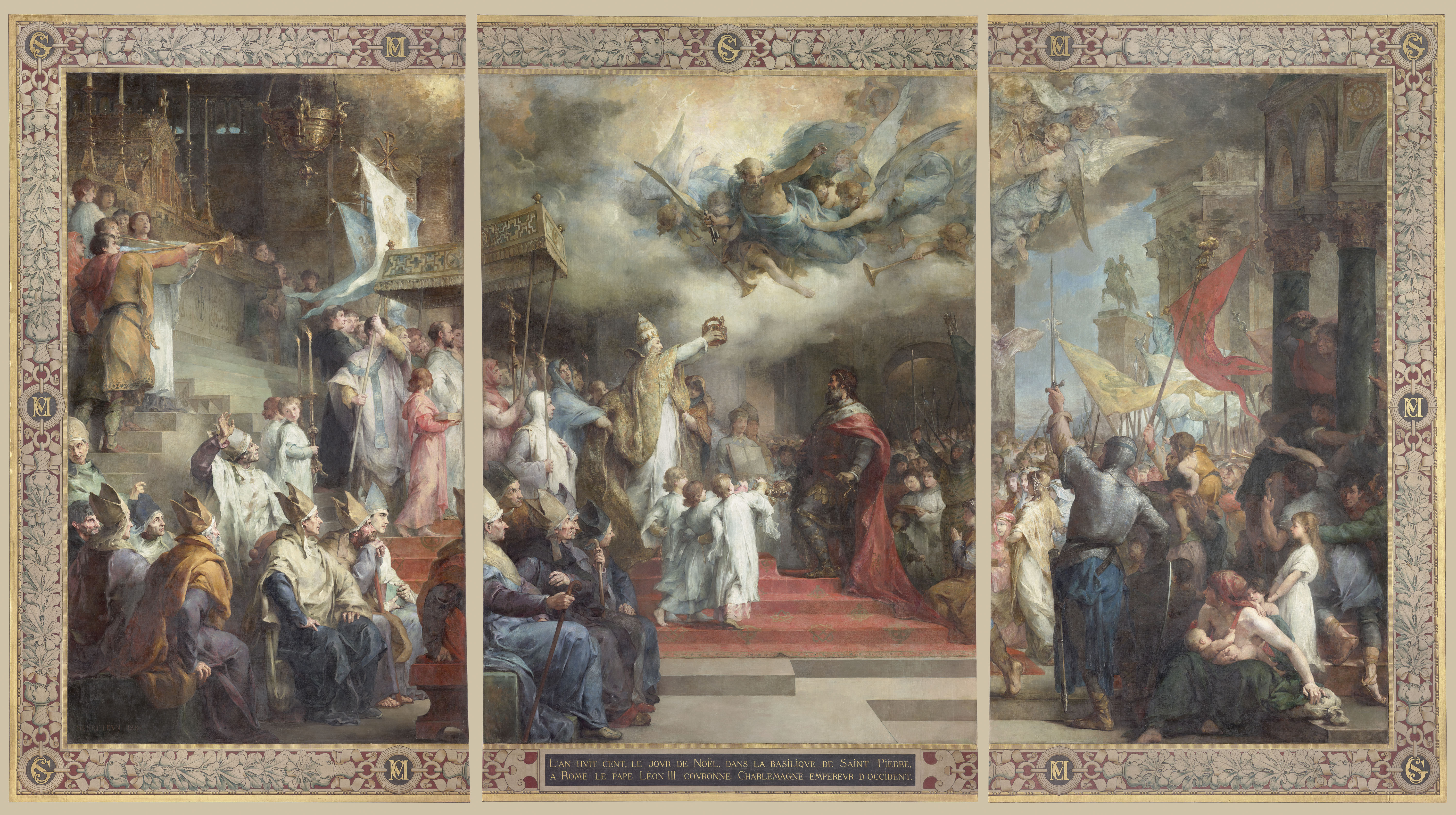
パンテオンの壁画
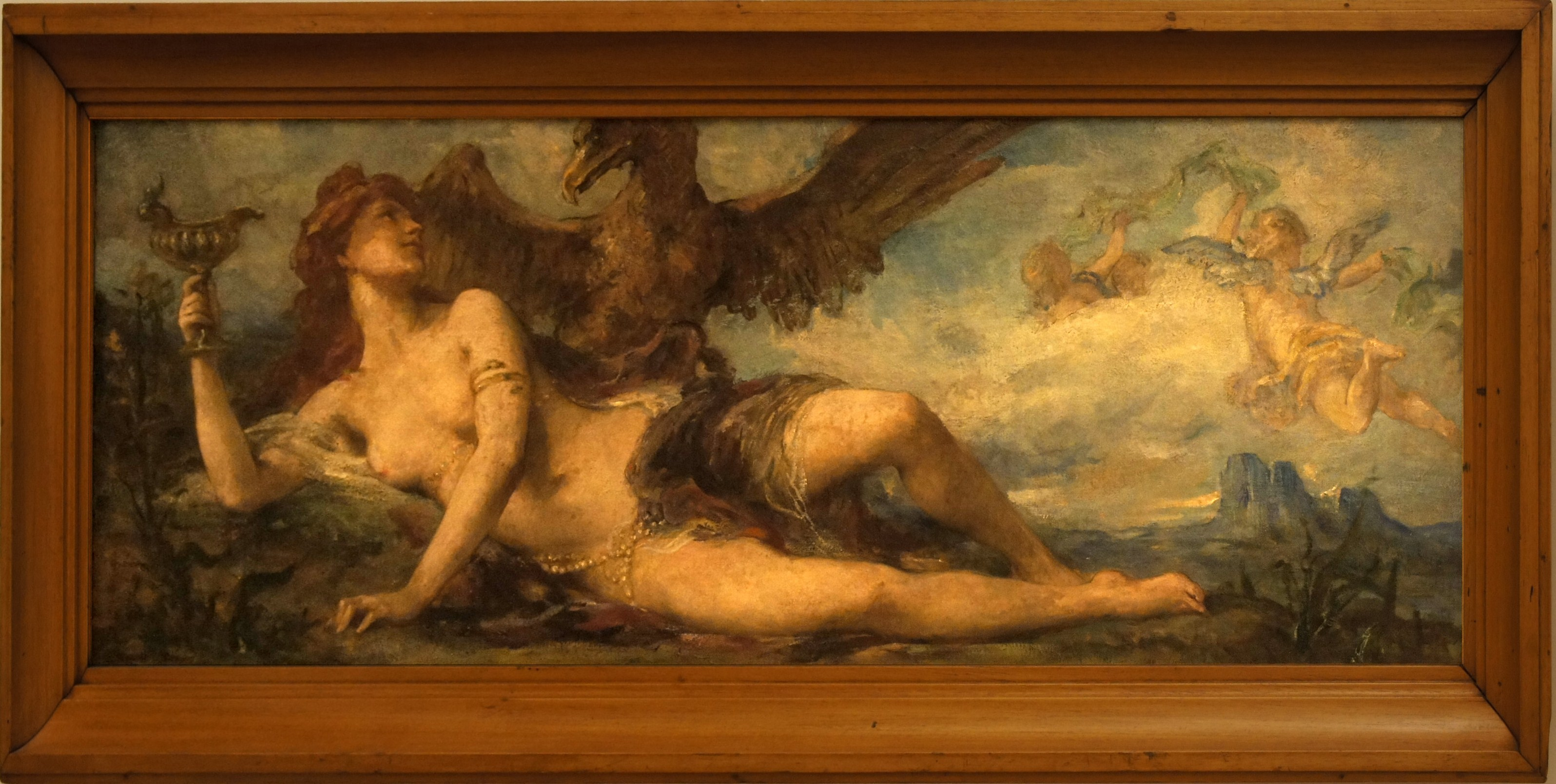
Hébé et l'aigle de Jupiter